# トノサマガエル

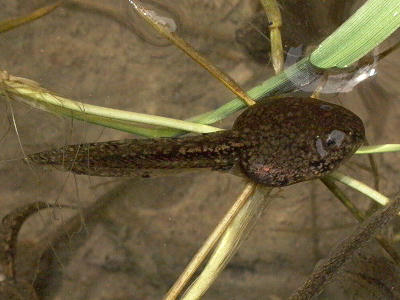
トノサマガエルの幼生

トノサマガエル（殿様蛙、学名：Pelophylax nigromaculatus）は、両生綱カエル目（無尾目）アカガエル科に分類されるカエルの一種。本種の名前は非常によく知られているため、ダルマガエルが混同されてトノサマガエルと呼ばれていることがある。

## 分布
本州（関東平野から仙台平野にかけてを除く）、四国、九州と、中国、朝鮮半島、ロシア沿海州に分布する。また、北海道の一部（札幌市、江別市など）や対馬にも国内外来種として人為分布している。北海道で初めて定着が確認されたのは1993年のことで、学校教材として持ち込まれた個体が野生化したものと考えられている。

## 形態
体長はオスが38-81mm、メスが63-94mmほどで、メスの方がオスより大きい。アマガエル等と比較すると大きいが、ウシガエルやヒキガエル等と比較すると体長は半分ほどしかない。後肢が長く、跳躍力が強い。背面の皮膚は比較的滑らか。
体色はオスは背面が茶褐色から緑色、メスは灰白色。背中線上に明瞭な白または黄色の線がある。背面に黒い斑紋があり、斑紋同士がつながっていることが多い。種小名 nigromaculatus は「黒い斑紋の」の意。繁殖期のオスでは、斑紋が不明瞭になり、全体的に体色が黄色がかる。

## 生態
平野部から低山にかけての池、水田付近に生息する。春から秋まで活動し、冬は地中で冬眠する。
肉食性で、おもに生きている昆虫類、クモ等を食べるが、貪欲で、口に入る大きさであれば、小型のカエル、ヘビなども捕食する。トノサマガエルやダルマガエルの歯と口の骨格を結びつける結合組織は他のカエルと比べて頑丈であり、カエルやヘビをも捕食してしまう食性と関係があると考えられている。一方で（オタマジャクシ期を除くと）天敵にはタガメ（水生カメムシ類）など肉食の大型水生昆虫、大型の爬虫類（ヘビやカメ）、鳥類（サギやモズなど）がいる。また、幼体が自分より小型のオオキベリアオゴミムシに捕食された事例も観察されている。
動作は陸上・水中を問わず非常に敏捷で、並の人間が道具なしで捕獲するのは困難である。水田などでは外敵から逃れるために素早く水中の泥を掘って身を隠す。
また、なわばり意識が非常に強く、同じ容器で飼っている場合などにはしばしば共喰いをすることがある。

## 生活環
繁殖期は地域によっても異なるが、4-6月ごろ。この時期になるとオスは水田などに集まり、夜間、両頬にある鳴嚢を風船のように膨らませ、水面で大きな声で鳴く。この鳴き声は、メスを誘うと同時に、他のオスに対するなわばり宣言の意味もある。鳴いているオスは自分の周囲の1.6平方mほどに他のオスが侵入すると激しく鳴き、さらに接近した場合には、跳びかかって追い払う。ただしなわばりは繁殖期だけの一時的なものである。メスが接近すると、オスはメスの背中に抱きついて抱接する。メスは抱接したまま、なわばりから移動し、やがて産卵・放精をおこなう。メスは一度の繁殖期に1回だけ産卵する。これは同じアカガエル属で同様に水田で生活するヌマガエルとの大きな違いである。なわばりを作るオスがいる一方で、なわばりの周りに定位し、鳴き声を出さないサテライトと呼ばれるオスも存在する。サテライトオスは、自分でなわばりを作らないかわりに、なわばりオスの鳴き声に誘われて接近してきたメスを待ち構えて横取りし、繁殖を成功させようとする。このような忍びこみ、横取り、割り込み型の繁殖戦略をとるオスの存在は、なわばりを作る両生類、魚類などで知られており、スニーカーと呼ばれている。
卵塊はひとかたまりにまとまっていて、卵数は約1800-3000個ほど。孵化したオタマジャクシは水中のやわらかい植物、落ち葉、珪藻、動物の死体などを食べ、その年の秋までには変態して上陸する。そのため、排水不良で中干しができない、あるいはオタマジャクシの成長途上に水田の水を落としても、水田周囲の溝に避難できるような水田でないと生活環を完了することが難しい。充分に成長したオタマジャクシは、背中線が確認できる。野外での寿命は3-4年。

## 種の保全状況評価
国際自然保護連合（IUCN）により、2004年からレッドリストの準絶滅危惧（NT）の指定を受けている。
日本では環境省により、レッドリストの準絶滅危惧（NT）に指定されている。
準絶滅危惧（NT）（環境省レッドリスト）

## 近縁種
1930年代までは、日本全国にトノサマガエルが分布していると考えられていた。1941年に、西日本の一部の個体群がトノサマガエルではないことがわかり（ダルマ種族と呼ばれた）、さらにその後、関東平野から仙台平野にかけて分布しているカエルもトノサマガエルではないまた別のカエル（関東中間種族と呼ばれた）であることが判明した。これらの互いによく似た「トノサマガエル種群」とされたカエルたちは、同所的に分布する地域では交雑個体が発見されるほど近縁であり、分布が重ならない場合でも交雑実験を行うとある程度の妊性が認められた。このため同種なのか別種なのか分類が混乱し、1960年代には、関東中間種族は、トノサマ種族とダルマ種族の雑種であると考えられていた。
しかし、1990年代になって、分子生物学的手法などを用いた研究が行われるようになった結果、雑種起源説は否定されつつある。今世紀に入ってからも、どの分類群に名前を与えるべきか、などの点で若干の混乱が残っている。
また、かつてはアカガエル属（Rana）に分類されていたが、独立したトノサマガエル属（Pelophylax）として扱うことが主流となっている。
一例として現在日本爬虫両生類学会が推奨している分類と和名を挙げる。 
- Pelophylax　トノサマガエル属
  -  Pelophylax nigromaculatus　トノサマガエル
  -  Pelophylax porosus　ダルマガエル
    -  Pelophylax porosus porosus　トウキョウダルマガエル
    -  Pelophylax porosus brevipodus　ナゴヤダルマガエル